# Leónidas Urbina
Leonidas Emiliano Urbina Rojas (Mérida; Venezuela el 22 de diciembre de 1974) es un actor y productor de cine, teatro y televisión Venezolano. 
Reconocido principalmente por participar en producciones internacionales, dando vida a José Antonio Páez en la serie de Caracol Televisión y Netflix Bolívar, y al cantante Héctor Lavoe en la miniserie peruana El Día de mi Suerte la segunda serie original de Movistar producida en América Latina y difundida por Movistar Play y su participación reciente en la serie El Señor de los Cielos producida por Telemundo.

## Biografía
Nació en Mérida, descubrió su vocación artística siendo aún un niño, participando en obras escolares. Sus primeros pasos los dio en la Escuela de Artes Escénicas de la Universidad de Los Andes, en el año 1997. En el 2002 forma parte del Grupo Teatral Dramart, dirigido por la Magister y profesora de teatro Irina Dendiuok, quien ha sido su maestra y directora de teatro desde 1997. 
En sus inicios alternaba su pasión por la actuación, trabajando en una pizzería, al mismo tiempo participaba anualmente en la  Semana Santa en el Vía Crucis "La Pasión Viviente de Cristo" representando a Jesús. 
Estudió Licenciatura en Actuación en la Escuela de Artes Escénicas de la Universidad de Los Andes (ULA) en Venezuela  graduándose en el año 2001. 
A lo largo de su carrera ha Participado en varias campañas Comerciales como Las caras del cine para Cinemax, Club Social, JVC, Toyota, 
100% Banco y el Mendigo. para HBO MAX.
En el 2012 protagonizó el film venezolano Piedra, Papel o Tijera, película que lo ha llevado a alcanzar varios galardones entre ellos el de Mejor Actor Protagónico del Festival de Cine de Marsella, Francia (XV edición de los Rencontres du Cinéma Sud-américain de Marsella). Fue la segunda película más vista del cine venezolano, que registró un total de 216.084 espectadores. Al mismo tiempo la película buscó un lugar en los  premios Óscar como mejor película extranjera. [cita requerida]
En el año 2017 incursiona como productor por primera vez, en el film  Ramón , para luego en el 2018 actuar y producir El Silbón:Orígenes película de terror basada en una de las leyendas del llano venezolano.
En los últimos años Urbina , ha desarrollado su carrera entre Colombia, Perú y México obteniendo papeles en distintas producciones Internacionales entre ellas las series Distrito Salvaje de Netflix, Mil Colmillos para HBO Max, El día de mi Suerte de Movistar Play entre otras producciones.   
También participó en el videoclip de la canción Mi gran amiga del dúo Venezolano SanLuis.
En la Actualidad desarrolla su carrera en México. 

## Filmografía

### Televisión
| Año       | Título                    | Personaje                | Canales       |
| --------- | ------------------------- | ------------------------ | ------------- |
| 2011      | Historias del Más Acá     |                          |               |
| 2012      | Teresa en tres estaciones | Abelardo                 |               |
| 2013      | Bleep (Serie Web)         | Jefe                     |               |
| 2015      | El Dorado (Serie Web)     | Capitán Asdrubal Guillén | YouTube       |
| 2019      | Distrito salvaje          | Caníbal                  | Netflix       |
| 2019      | Bolívar Serie             | José Antonio Páez        | Netflix       |
| 2019      | El día de mi suerte       | Héctor Lavoe             | Movistar Play |
| 2021      | Mil Colmillos             | Coronel                  | HBO Max       |
| 2022-2023 | El Señor de los Cielos    | Presidente Pablo         | Telemundo     |

### Cine
| Año  | Título                 | Personaje                         | Director                |
| ---- | ---------------------- | --------------------------------- | ----------------------- |
| 2006 | Al Final del Día       | Marcial                           | Alexis Cadenas          |
| 2007 | Cyrano Fernández       | Marcial                           | Alberto Arvelo          |
| 2008 | Macuro                 | Aeroplano                         | Hernán Jabes            |
| 2011 | Samuel                 | Arquímedes                        | César Lucenas           |
| 2012 | Piedra, papel o tijera | Héctor (protagonista)             | Hernán Jabes            |
| 2013 | Secreto De Confesión   | Detective Dávila                  | Henry Rivero            |
| 2013 | Libertador             | Cabo Moreno                       | Alberto Arvelo          |
| 2015 | Paquete#3              | Jairo el Colombiano (antagonista) | Alfredo Hueck           |
| 2015 | El Desertor            | Teniente Montilla (antagonista)   | Raúl Chamorro           |
| 2016 | El Inca                | Domingo                           | Ignacio Castillo Cottin |
| 2017 | La Jaula               | Augusto Urdaneta                  | José Salavaerría        |
| 2018 | El Silbón:Orígenes     | Gabriel                           | Gisberg Bermúdez        |
| 2019 | Infección              | Johnny (protagonista)             | Flavio Pedota           |
| 2023 | Luna negra             | Doctor                            | Tonatiuh García         |

### Teatro
| Año  | Título                     | Personaje                                             | Director               |
| ---- | -------------------------- | ----------------------------------------------------- | ---------------------- |
| 2002 | Petición de Mano           | Don Tulio (protagonista)                              | Irina Dendiuk          |
| 2004 | Alineación de los Planetas | Santiago                                              | Irina Dendiuk          |
| 2004 | La Muerte de un Viajante   | Ejecutivo Andrés / El viejo Cheo                      | Ricardo Chetuan        |
| 2005 | El Hechizo de Las Flores   | El prícinpe de Sapo / El príncipe verde (antagonista) | Irina Dendiuk          |
| 2006 | 7 Pecados y Medio          | El ciego / El tío / El militar.                       | Irina Dendiuk          |
| 2007 | El Oso                     | Gregory Stepanocich Smirnov (protagonista)            | Irina Dendiuk          |
| 2009 | Paglia                     | El-yo (protagonista)                                  | Gabriel Torres Morandi |
| 2010 | Leonce y Lena              | Valerio                                               | Irina Dendiuk          |

### Cortometrajes
| Año  | Título                   |
| ---- | ------------------------ |
| 2001 | El Doc y Yo              |
| 2002 | El Difunto               |
| 2003 | Estela                   |
| 2005 | Macuamba                 |
| 2007 | Hospital de Pasajeros    |
| 2007 | Hoy por mi Mañana por Ti |
| 2008 | Negativo                 |
| 2009 | El juicio de Alex        |
| 2009 | Chanel                   |
| 2009 | Manos de Pistola         |
| 2011 | Aida                     |
| 2012 | Super Charlie            |

### Producción
Como Productor:
| Año  | Título              | Productor       | Director         |
| ---- | ------------------- | --------------- | ---------------- |
| 2017 | RAMÓN               | Leónidas Urbina | Hernán Jabes     |
| 2018 | El Silbón:Orígenes. | Leónidas Urbina | Gisberg Bermúdez |

## Premios y nominaciones
| Año  | Premio                                 | Categoría              | Telenovela o película | Resultado |
| ---- | -------------------------------------- | ---------------------- | --------------------- | --------- |
| 2005 | Festival de Cortos de Barquisimeto     | Mejor Actor            | Macuamba              | Ganador   |
| 2011 | Festival de Cine de La Espiritualidad  | Mejor Actor            | Macuro                | Ganador   |
| 2013 | 8.º.Festival de Cortos de Barquisimeto | Mejor Actor            | Aida                  | Ganador   |
| 2013 | Festival del Cine Venezolano           | Mejor Actor            | Piedra Papel o Tijera | Ganador   |
| 2013 | Festival de Marcella                   | Mejor Actor            | Piedra Papel o Tijera | Ganador   |
| 2015 | Festival del Cine Venezolano           | Mejor Actor de Reparto | El Desertor           | Ganador   |